# Eucycloptilum veali
Eucycloptilum veali is een rechtvleugelig insect uit de familie Mogoplistidae. De wetenschappelijke naam van deze soort is voor het eerst geldig gepubliceerd in 1935 door Lucien Chopard.